# Christian Krekels
 (novembre 2016).
Si vous disposez d'ouvrages ou d'articles de référence ou si vous connaissez des sites web de qualité traitant du thème abordé ici, merci de compléter l'article en donnant les références utiles à sa vérifiabilité et en les liant à la section « Notes et références ».
Christian Krekels est un sculpteur belge né en 1942 à Etterbeek (Bruxelles).
Formé à l'École supérieure des arts Saint-Luc à Tournai, c'est après un passage dans le monde du diamant qu'il en vient à la sculpture.
Ses œuvres sont des muraux plats, déclinés dans divers métaux, dont la surface est altérée par des procédés multiples qui leur impriment des motifs.